# Балинген
Балинген (њем. Balingen) град је у њемачкој савезној држави Баден-Виртемберг. Једно је од 25 општинских средишта округа Цолерналб. Према процјени из 2010. у граду је живјело 34.049 становника. Посједује регионалну шифру (AGS) 8417002.

## Географски и демографски подаци
Балинген се налази у савезној држави Баден-Виртемберг у округу Цолерналб. Град се налази на надморској висини од 517 метара. Површина општине износи 90,3 km². У самом граду је, према процјени из 2010. године, живјело 34.049 становника. Просјечна густина становништва износи 377 становника/km².

## Међународна сарадња
| Мјесто | Држава    | Врста сарадње | Од    |
| ------ | --------- | ------------- | ----- |
| Роајан | Француска | партнерство   | 1981. |
| Извор  |           |               |       |